# Leandro Manfrini
Leandro Manfrini (Monteggio, 11 marzo 1932 – Lugano, 14 gennaio 2016) è stato un giornalista e scrittore svizzero.

## Biografia
Studiò diritto presso l'Università di Zurigo e giornalismo all'Università di Neuchâtel e di Milano.
Dopo 10 anni da giornalista per due testate ticinesi (Libera Stampa e Giornale del Popolo), nel 1967 iniziò a collaborare con la Televisione della Svizzera Italiana (RSI) quale responsabile degli Esteri prima e come Capo Struttura Informazione poi.
Girò un centinaio di documentari in 38 paesi, specialmente in Asia (ai tempi della guerra in Vietnam) e in Sudamerica, in particolare in Argentina, Cile e Paraguay, dove tra l'altro realizzò nel 1992 il lungometraggio Desencuentros che rappresentò la Svizzera al primo Festival Internazionale cinematografico in Cina a Shanghai oltre a quelli di Locarno e di Mons in Belgio.
Vinse nel 1974 il Premiolino per il contributo nel campo della libertà di stampa.
Si spense il 14 gennaio 2016 all'età di 83 anni presso la casa anziani del Ricordone per una polmonite.